# Pseudomicrodes fuscipars
Pseudomicrodes fuscipars är en fjärilsart som beskrevs av George Francis Hampson 1910. Pseudomicrodes fuscipars ingår i släktet Pseudomicrodes och familjen nattflyn. Inga underarter finns listade.